# Alexander (cocktail)
Pour les articles homonymes, voir Alexandre et Alexander.
L’Alexander ou Alexandre est un cocktail utilisant un alcool fort (gin, cognac, bourbon...), de la crème de cacao et de la crème liquide. Il se prépare au shaker et se sert dans un verre à cocktail refroidi, dans une coupe à champagne. La garniture est habituellement de la noix de muscade râpée. Une recette analogue, utilisant de la crème fraîche et non liquide, et spécifiquement du cognac, porte le nom d’Alexandra.

## Histoire
Il existe au minimum deux boissons du début du XXe siècle qui portent le nom d'Alexander, mais qui sont néanmoins des boissons différentes.
Dans le Jack's Manual (1910) il est décrit comme un mélange de trois mesures de rye whisky (seigle) et d'une mesure de Bénédictine, servi sur un morceau de glaçe et garni d'un zeste d'orange,.
Dans le Recipes for Mixed Drinks, de Hugo Ensslin, 1915, on trouve une recette combinant à parts égales gin, crème de cacao blanc et crème. Il aurait été créé en l'honneur du pitcher Grover Cleveland Alexander.
La relation entre les deux recettes est incertaine.

## Variantes
Le Brandy Alexander remplace le gin par du brandy.
Si le substitut du gin est une liqueur de café comme le Kahlúa, on obtient un Coffee Alexander, et un Blue Alexander si on utilise du Curaçao bleu à la place de la crème de cacao.  D'autres variantes existent .